# 上場
上場（じょうじょう、英語: listing）とは、株式や債券などの有価証券や商品先物取引の対象となる商品（石油、砂糖など）を取引所（市場）において売買可能にすること。卸売市場で商品を販売する際、商品の属性（産地、荷主名、銘柄、等級、数量等）を説明し、販売意思を明らかにすることも上場という。

## 株式公開と株式上場
株式を企業の外部から募った新たな出資者に譲渡することができ、株主が不特定多数かつ広範囲に分布する株式会社を一般に公開会社（英語: Publicly held corporation）という。会社関係者のみの間で制限的に所有されていた株式を新たな出資者に譲渡できるようにすることを株式の公開という。
株式が公開されている場合、原則として株式の所有者は譲受希望者との相対取引によって株式の譲渡を実現することができる。しかし、複雑化した現代社会では株式の相対取引は経済的合理性が失われるほど取引コストの負担が大きくなるため、株式投資に関する高い専門的知識を有する機関投資家間や銀行と融資系列企業の間など限られた場合にしか相対取引は行われていない。
一般人による株式の取引は公開市場（英: open market）で行われることが多く、株式等が取引所が開設する市場で売買可能になることを上場という。
株式会社が上場することを新規株式公開（IPO）というが、会社法上、公開会社と非公開会社は譲渡制限の有無で区別される。従って、上場企業は公開会社であるが、非上場企業であっても譲渡制限が付されていなければ、公開会社ということになる。

## 上場廃止
上場廃止とは、上場により取引所の開設する市場において売買の対象とされていた株式等について市場の売買対象から除外されることをいう。上場が廃止されるとその取引所の売買対象からは除外されるが、その会社の株式等の売買が一切できなくなるわけではない。非上場となった株式会社が株式の譲渡そのものを制限するためには定款変更といった一定の手続が必要になる。一方、上場会社が定款変更によって株式の譲渡制限を設けることとした場合、不特定多数による市場での売買とは相容れなくなるため上場規程等で原則として上場廃止の対象とされている。

## 上場のメリットとデメリット
上場のメリットとして、上場基準を満たしていることから一般人や金融機関の評価が高まること、それにともなって優秀な人材を採用しやすくなること、知名度向上による資金調達の円滑化、経営に対する規律の強化が挙げられる。一方、上場のデメリットとして、投資家の短期的利益の追求によって長期的視点での会社経営が難しくなること、経営者の意思に拠らない買収リスクが挙げられる。また、上場企業は利益が出たら配当する必要があり、これは企業の経営体力を削るとする指摘もある。

## その他の主要上場品目
- 債券
- 金融デリバティブ商品
  - 金融先物取引
    - 日経225先物取引
    - TOPIX先物取引

  - 金融オプション取引
    - 日経225オプション取引
    - 有価証券オプション取引
- 商品先物取引
  - 砂糖
  - 貴金属
    - 金
    - 銀
    - 白金
    - パラジウム

  - 石油類
    - ガソリン
    - 灯油
    - 軽油
    - 原油

  - 農産物
    - 大豆
    - とうもろこし
    - コーヒー
    - 小豆
    - ゴム